# Brücke der koreanisch-russischen Freundschaft
Die Brücke der koreanisch-russischen Freundschaft (koreanisch 조선-러시아 우정의 다리, russisch Мост Дружбы) führt die Bahnstrecke Chassan–Rajin über den Fluss Tumen und damit über die nur 17 km lange Grenze zwischen Nordkorea und Russland. Sie steht nur 250 m südlich des Dreiländerecks Russland–Nordkorea–Volksrepublik China zwischen den Orten Tumangan in der nordkoreanischen Besonderen Stadt Rasŏn und Chassan in der Region Primorje des Fernen Ostens Russlands. 
Sie ist die einzige Landverbindung zwischen Nordkorea und Russland. Über die Bahnstrecke Chassan–Rajin und die Bahnstrecke Baranowski–Chassan verbindet sie den nordkoreanischen eisfreien Hafen Rajin mit der Transsibirischen Eisenbahn.
Die eingleisige Eisenbahnbrücke ist rund 623 m lang. Sie hat zehn Öffnungen mit Pfeilerachsabständen von 33 + 8×67 + 54 m. Auf ihren Betonpfeilern liegen acht stählerne, parallelgurtige Fachwerkträger. Die Brücke ist mit einem Vierschienengleis für die koreanische Normalspur und für die russische Breitspur ausgerüstet. Wenn Metallplatten zwischen die Schienen gelegt werden, kann sie auch von Kraftfahrzeugen befahren werden.
Die Brücke wurde 1959 als Ersatz für eine 1952 erbaute Holzbrücke eröffnet.
2015 vereinbarte man den Bau einer neuen Straßenbrücke.
2017 wurde eine Glasfaserverbindung über die Brücke verlegt, mit der Nordkorea eine weitere Internet-Verbindung mit Russland erhielt.
20 km flussaufwärts, an der Grenze zwischen der Volksrepublik China und Nordkorea, steht die Quanhe-Wonjong-Brücke als nächstliegende.

## Geschichte
- 1952 Holzbrücke
- 1959 Stahlbrücke für Bahn
- (?) für Kfz, temporär Platten zwischen die Schienen
- (2015 Vereinbarung: Bau eigene Straßenbrücke)
- 1. Oktober 2017 Glasfaserverbindung